# James Russo
James Vincent Russo (Nueva York; 23 de abril de 1953) es un actor de cine y televisión. Ha aparecido en más de 90 películas durante más de tres décadas de carrera.

## Primeros años
Russo nació en Nueva York. Un graduado de la Universidad de Nueva York, de ascendencia italiana, escribió y protagonizó un cortometraje The Candy Store, que fue premiado por su facultad. Antes de dedicarse de lleno a la actuación, Russo tuvo que trabajar como taxista y como sepulturero. Una vez en el cine, se especializó en gánsteres, tipos duros y un tanto apasionados como los que interpretó en Un Beso Antes de Morir, Cotton Club (1984), Mi Idaho privado (1991), Donnie Brasco (1997) y The Real Thing, entre otros. Su mejor trabajo hasta la fecha ha sido el de un brutal violador en Extremities junto a Farrah Fawcett en 1986.